# خالد الرواس
خالد الرواس هو سياسي لبناني يشغل منصب أمين عام حركة الناصريين الديمقراطيين في لبنان والمقرر العام للقاء الأحزاب والشخصيات الوطنية في لبنان.
انا عبد الكريم حسن عدلت المقال. 